# Der Komet (Grünbein)
Der Komet ist ein Roman von Durs Grünbein, der 2023 im Suhrkamp Verlag erschienen ist. Der Text erzählt die Geschichte von Dora Wachtel, Großmutter des Autors, einer einfachen Frau, die in der Zeit nach 1936 zusammen mit ihrem Mann ein paar Jahre bescheidenen Glücks erlebt, die im Inferno der Luftangriffe auf Dresden im Februar 1945 ihr Ende finden.

## Inhalt
Grünbein berichtet weitgehend chronologisch das Leben seiner Großmutter Dora Kraus, die in ärmlichen Verhältnissen und drangsaliert von Alkoholikervater, Stiefmutter und Brüdern in Riemberg, einem Dorf in Niederschlesien, aufwächst. Erst hütet sie in ihrem Heimatdorf die Ziegen, dann zieht die Familie in die Kleinstadt Goldberg, wo Dora die Volksschule besucht. Als Hitler 1933 an die Macht kommt, ist Dora 13 Jahre alt. Nach der Schule arbeitet sie als Ladenmädchen und Gärtnereigehilfin in einem Blumengeschäft. Dort lernt sie ihren zukünftigen Mann Oskar Wachtel kennen, einen 10 Jahre älteren Schlachtergesellen, dem sie mit 16 Jahren nach Dresden folgt, wo sie bald Mutter wird.
Es folgen einige fast idyllische Jahre, in denen sich Dora vom Landmädchen zur Städterin wandelt, zwei Kinder bekommt, und zusammen mit ihrem Mann Oskar und ihrer Freundin Trude das Leben und einen bescheidenen Wohlstand eines aufstrebenden Kleinbürgertums genießt. All dies überschneidet sich mit dem zunehmenden Einfluss der Nationalsozialisten auch auf das tägliche Leben der einfachen Leute. Angefangen mit zahlreichen Hakenkreuzflaggen, die bei allen möglichen Anlässen aufgehängt werden, dann den ersten Luftschutzübungen, die man noch nicht so recht ernst nimmt.

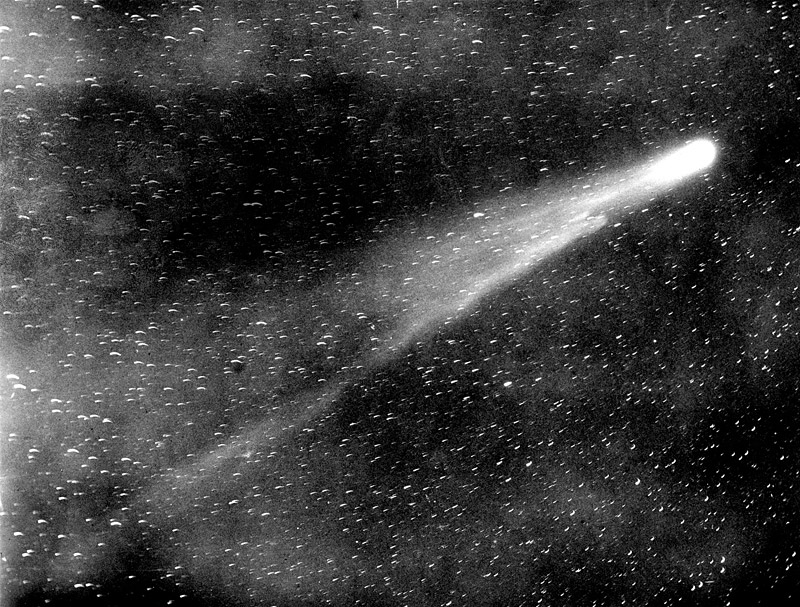
Komet Halley (Aufnahme von 1910)

Anlässlich dieser Übungen erinnert sich Dora an das Erscheinen des Halleyschen Kometen im Jahr 1910:

„Dann kam ihr wieder der Komet in den Sinn, den damals alle erwartet hatten, etwas so ungeheuer Großes, aus solchen Fernen kommend, daß sie es nicht berechnen, sondern nur mit dem Leben abschließen und demütig den Einschlag erwarten konnten. Das ging ihr nicht aus dem Kopf, diese Ohnmacht, daß man höchstens abwarten konnte, bis es von oben auf einen herabstürzte.“

Die Kometenpanik von 1910, in der man befürchtete, die Welt würde untergehen und alle Menschen durch die Blausäure des Kometenschweifs vergiftet werden, wird im Lauf des Textes mehrfach als Symbol für ein unsichtbar heranrückendes Verhängnis aufgegriffen, dem der Einzelne hilflos gegenübersteht.
Und dann mehren sich die bedenklichen Zeichen. Die Wehrpflicht wird 1936 auf 2 Jahre verlängert und auf der Straße sieht man Leute, die jetzt den Judenstern tragen müssen. Auch die Bewohnerin der Mansarde in Doras Haus in der Liliengasse gehört dazu.

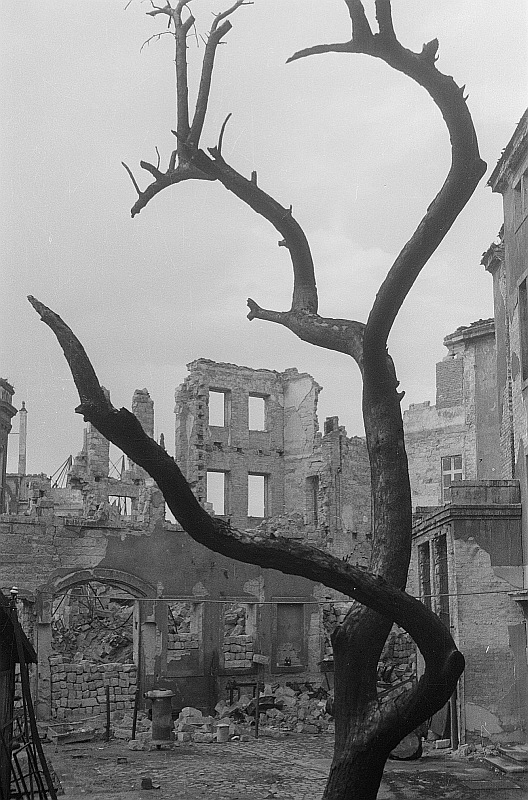
Verkohlter Baum vor dem Hintergrund Dresdner Ruinen

Der dritte, finale Teil des Textes schildert die vernichtenden Luftangriffe auf Dresden am 13. und 14. Februar 1945, bei denen Zehntausende ums Leben kamen und die Innenstadt, wo sich das Haus der Familie Wachtel befand, weitgehend zerstört wurde. Dora lag zu dieser Zeit mit Scharlach im Klinikum in der Nähe des Elbufers, wohin sie sich in der Nacht zusammen mit den evakuierten Patienten rettete und überlebte. Sie irrt durch die Ruinen und findet schließlich zurück zum Haus in der Liliengasse:

„Der Schock, als sie vor dem Haus stand, das bis hinauf zum ersten Stock von Geröllmassen verschüttet war, unbetretbar, kaum wiederzuerkennen. Daneben war alles noch schlimmer, eine Sprengbombe hatte die Fassade des Nachbarhauses von oben bis unten aufgerissen, die Eisentür am Kellereingang verschüttet. Dort seien alle Bewohner erstickt […]. So war es den meisten Häusern in der Umgebung ergangen, überall stiegen noch Rauchsäulen auf, in vielen Dachstühlen knisterten Brände.“

Aber bald erfährt sie, dass ihre Kinder von „Tante“ Trude rechtzeitig aus dem Haus gebracht worden waren. Sie waren aus der Innenstadt geflohen und überlebten ebenfalls.

## Zuordnung
Was die Einordnung in Hinblick auf Faktizität bzw. Fiktionalität anbelangt, so steht Grünbeins Text in der Mitte zwischen Walter Kempowskis Der rote Hahn, einem Auszug aus seinem Echolot, der Berichte von Zeitzeugen zum Untergang Dresdens sammelt, und Kurt Vonneguts Schlachthof 5, einem rein fiktionalen Text, in dessen Mittelpunkt ebenfalls der Untergang Dresdens steht. Der Komet kann am ehesten als Romanbiografie charakterisiert werden, also als Mischung von fiktionalen und biografischen Elementen.
Ein immer wieder berührtes Thema ist die Erinnerung. Grünbein schreibt:

„Erinnerung – das ist kein Kuchen, den man in Ruhe backen kann. Eher ist es wie mit den Quallen im Meer, die plötzlich da sind, um einen herumschweben, den Schwimmer mit ihren Nesselfäden streifen, und dann wieder erscheinen sie in weiter Ferne, und man sieht zu, wie sie majestätisch dahinziehen, während man selbst umherirrt, richtungslos, in einem Element, in dem man nur um sein Leben schwimmend vorankommt und am Ende in diesem Ozean der Erinnerung nicht einmal den kleinsten Fisch in der Hand hält.“

## Rezeption
Nach Erscheinen wurde Grünbeins Buch vielfach in den Feuilletons besprochen, darunter von Adam Soboczynski in Die Zeit und von Cornelius Pollmer in der Süddeutschen Zeitung
Weitere Rezensionen erschienen in Frankfurter Rundschau (Björn Hayer, 18. November 2023), Frankfurter Allgemeine Sonntagszeitung (Tobias Rüther, 25. November 2023), Frankfurter Allgemeine Zeitung (Andreas Platthaus, 28. November 2023), NZZ (Paul Jandl, 15. Dezember 2023) und taz (Dirk Knipphals, 23. Dezember 2023).

## Ausgaben
- Erstausgabe: Der Komet. Suhrkamp, Berlin 2023, ISBN 978-3-518-43020-0.
- E-Book:  Der Komet. Suhrkamp, Berlin 2023, ISBN 978-3-518-77728-2.